# Matthew Halton
Matthew Henry Halton (1904 – 1956) va ser un periodista canadenc de la televisió, especialment conegut per haver estat corresponsal estranger per a la Canadian Broadcasting Corporation durant la Segona Guerra Mundial.
Halton va assistir al col·legi per a mestres de Calgary i després a la Universitat d'Alberta. Després es desplaçà Londres, Anglaterra on va estudiar al King's College de Londres i a la London School of Economics, escrivint per a periòdics del Canadà. Va cobrir temes com l'ascens del nazisme, la Guerra Civil Espanyola i la Guerra d'Hivern de Finlàndia. A partir de la crisi de Múnic de 1938 inicià també els reportatges per a la CBC Radio.
Al Canadà va publicar les seves memòries sobre la Segona Guerra Mundial Àfrica, Ten Years to Alamein. Al final de la guerra va cobrir com periodista els Judicis de Nuremberg.